# Vicente Carrillo Fuentes
Vicente Carrillo Fuentes (* 16. Oktober 1962 in Guamachilito, Mexiko) alias Viceroy ist ein mexikanischer Drogenhändler, der seit 1997, dem Tod seines Bruders Amado Carrillo Fuentes, bis zu seiner Verhaftung 2014 oberster Chef des Juárez-Kartells gewesen sein soll. 
Auf seine Ergreifung setzte die U.S. Regierung eine Belohnung von 5 Millionen und die mexikanische  Regierung 2 Millionen US-Dollar aus. Er stand seit 2009 auf der Liste der 37 meistgesuchten Drogenbosse in Mexiko und gehörte auch zu den vom FBI meistgesuchten Verbrechern. Am 9. Oktober 2014 wurde er in Torreón im Bundesstaat Coahuila verhaftet.
Im September 2021 verurteilte ihn ein mexikanisches Gericht wegen Drogendelikten, Geldwäsche und des Hortens von Schusswaffen zu 28 Jahren Haft.